# Disturbo istrionico di personalità
Il disturbo istrionico di personalità (in inglese, HPD) è un disturbo di personalità caratterizzato sostanzialmente da un'intensa emotività, esternata con modalità teatrali, e da costanti tentativi di ottenere attenzione dagli altri mediante comportamenti sostanzialmente seduttivi. Oltre allo stile interpersonale, caratterizzano questo disturbo l'impressionabilità e la continua ricerca di novità.
Tale disturbo sarebbe presente nel 2-3% della popolazione generale e nel 10-15% della popolazione clinica. Questo disturbo, generalmente, sembra diffuso più tra le donne che tra gli uomini adulti, mentre tra gli adolescenti la situazione è contrapposta.

## Sintomi
Gli individui con HPD possiedono solitamente buone abilità sociali, sebbene tendano ad usarle per indurre gli altri a metterli al centro dell'attenzione. L'HPD ha anche conseguenze sulle relazioni sociali e/o romantiche e sulla capacità di affrontare perdite e fallimenti.
Chi soffre di HPD spesso non è in grado di osservare realisticamente la propria situazione personale, drammatizzando ed esagerando invece le proprie difficoltà. Sono frequenti i cambiamenti di lavoro, a causa della tendenza ad annoiarsi facilmente e a preferire di allontanarsi dalle frustrazioni invece di affrontarle. Dal momento che vengono ricercate novità ed eccitazione, si verifica la possibilità di ritrovarsi in situazioni rischiose. Tutti questi fattori determinano il rischio di sviluppare una depressione clinica.
Caratteristiche aggiuntive includono:
- Comportamento esibizionista
- Ricerca costante di rassicurazione e approvazione
- Eccessiva sensibilità alle critiche o alla disapprovazione
- Aspetto inadeguatamente seduttivo o comportamento di natura sessuale
- Utilizzo di sintomi somatici (di malattie fisiche) per attirare l'attenzione
- Bisogno di trovarsi al centro dell'attenzione
- Scarsa tolleranza per la frustrazione o la gratificazione non immediata
- Rapide successioni di stati emotivi che possono apparire superficiali o esagerati agli altri
- Tendenza a ritenere le relazioni più intime di quanto non siano in realtà
- Decisioni impulsive[1]
- Incolpare gli altri per fallimenti o delusioni personali
- Tendenza a farsi influenzare dagli altri, soprattutto da chi tratta l'individuo con approvazione
- Essere eccessivamente drammatici ed emotivi[3]
- Essere influenzati dai suggerimenti degli altri

## Il criterio diagnostico DSM-IV TR
La classificazione DSM-IV-TR colloca questo tra i disturbi del gruppo detto ("cluster") B, cioè personalità dal tratto "drammatico-imprevedibile". Compare entro la prima età adulta. Per essere diagnosticato come disturbo deve manifestarsi in una varietà di contesti con la presenza di almeno cinque dei seguenti sintomi:
1. la persona è a disagio in situazioni nelle quali non è al centro dell'attenzione
2. l'interazione con gli altri è spesso caratterizzata da comportamento sessualmente seducente o provocante
3. manifesta un'espressione delle emozioni rapidamente mutevole e superficiale
4. costantemente utilizza l'aspetto fisico per attirare l'attenzione su di sé
5. lo stile dell'eloquio è eccessivamente impressionistico e privo di dettagli
6. mostra autodrammatizzazione, teatralità, ed espressione esagerata delle emozioni
7. è suggestionabile, per esempio è facilmente influenzato dagli altri e dalle circostanze
8. considera le relazioni più intime di quanto non siano realmente.

In sede teorica, il disturbo istrionico è stato considerato affine all'isteria. Esiste anche un certo legame tra questo e il disturbo narcisistico di personalità, di cui viene considerato un sottotipo, da alcuni autori.
Al contrario dell'isteria codificata in senso classico, in cui può sussistere passività e disinteresse sessuale, si ha qui un comportamento eccessivamente interattivo, eccentrico, sovreccitato. Il soggetto con personalità istrionica mostrerà sicurezza, un'apparente capacità di manifestare sentimenti, in modo quasi "teatrale", tendendo alla posizione di leader e alla manipolazione degli altri. Può essere disinibito e sessualmente promiscuo (tipo "Don Giovanni").